# Claudia Coslovich
Claudia Coslovich (ur. 26 kwietnia 1972 w Trieście) – włoska lekkoatletka specjalizująca się w rzucie oszczepem.
Dwukrotna medalistka igrzysk śródziemnomorskich – w 1997 oraz 2001 roku. Dwa razy startowała w igrzyskach olimpijskich – Sydney 2000 (12. miejsce w finale z wynikiem 56,74) i Ateny 2004 (60,58 – odpadła w kwalifikacjach). Trzy razy stawała w szranki na mistrzostwach świata – Edmonton 2001 (11. lokata – 57,27), Paryż 2003 (7. lokata – 59,64) i Helsinki 2005 (odpadła w eliminacjach). Czterokrotnie startowała w europejskim czempionacie – Helsinki 1994, Budapeszt 1998, Monachium 2002 i Göteborg 2006, jedynie w 1998 awansowała do finału – zajęła 7. miejsce. W 2002 zwyciężyła w zimowym pucharze Europy. Dwukrotnie zajmowała 3. lokaty podczas Pucharu Europy (Brema 2001 i Florencja 2003). Trzynastokrotna mistrzyni Włoch w latach 1993–2003 oraz w 2007 i 2008 roku.
Rekord życiowy: 65,30 (10 czerwca 2000, Lublana). Wynik ten jest aktualnym rekord Włoch.

## Progresja wyników
| Rok  | Wynik | Data        | Miejsce       |
| ---- | ----- | ----------- | ------------- |
| 1999 | 60,12 | 4 lipca     | Pescara       |
| 2000 | 65,30 | 10 czerwca  | Lublana       |
| 2001 | 64,30 | 6 maja      | Gorycja       |
| 2002 | 63,27 | 9 marca     | Pula          |
| 2003 | 62,70 | 21 czerwca  | Florencja     |
| 2004 | 62,66 | 16 maja     | Rzym          |
| 2005 | 58,38 | 13 marca    | Mersin        |
| 2006 | 58,40 | 24 września | Busto Arsizio |
| 2007 | 59,88 | 27 lipca    | Padwa         |
| 2008 | 60,19 | 22 czerwca  | Gorycja       |